# B.J. Johnson
Robert „B.J.” Johnson (ur. 21 grudnia 1995 w Filadelfii) – amerykański koszykarz, występujący na pozycji rzucającego obrońcy, od 2023 zawodnik BC Parma.
W 2018 reprezentował Charlotte Hornets podczas letniej ligi NBA.
24 marca 2019 powrócił do zespołu Lakeland Magic, po upłynięciu 10-dniowego kontraktu z Hawks. 1 kwietnia podpisał umowę do końca sezonu z Sacramento Kings. 27 września zawarł kontrakt z Orlando Magic. 19 października opuścił klub. 4 listopada podpisał kolejny kontrakt z  Magic, tym razem na występy zarówno w NBA, jak i zespole G-League – Lakeland Magic.
17 grudnia 2021 zawarł 10-dniową umowę z Orlando Magic. 6 kwietnia 2022 dołączył do hiszpańskiego Coosur Real Betis. 7 sierpnia 2023 został zawodnikiem rosyjskiej BC Parmy.

## Osiągnięcia
Stan na 24 października 2023, na podstawie, o ile nie zaznaczono inaczej.
NCAA
- Uczestnik:
  - II rundy turnieju NCAA (2014)
  - turnieju Portsmouth Invitational (2018)
- Zaliczony do:
  - I składu:
    - All-Philadelphia Big 5 (2017)
    - turnieju:
      - Hall of Fame Tip-Off (2018)
      - Belfast Classic (2018)

  - II składu All-Atlantic 10 (2018)
- Zawodnik tygodnia Atlantic 10 (19.12.2016, 5.12.2016, 26.02.2018)

Indywidualne
- Zaliczony do II składu G-League (2020)[11]